# Dryosauridae
Die Dryosauridae sind eine Gruppe ornithopoder Dinosaurier, die vom Beginn des Oberjuras bis zur Unterkreide (Aptium) fossil nachgewiesen sind.
Die Gruppe besteht aus mittelgroßen Pflanzenfressern, welche ca. zwei bis vier Meter Länge erreichten. Sie waren leicht gebaute, an das Laufen angepasste Tiere mit langen Beinen und relativ kurzen Armen. Sie ähneln dadurch basaleren Euornithopoda wie Hypsilophodon; spätere, abgeleitetere Ornithopoden wie die Hadrosauridae („Entenschnabeldinosaurier“) waren hingegen größer und deutlich robuster gebaut. Von anderen Gruppen lassen sich die Dryosauriden unter anderem durch das Fußskelett unterschieden. Die Füße waren relativ schlank, wobei der erste Zeh (Hallux) komplett fehlt.
Im Jahre 1984 wurde die Familie Dryosauridae aufgestellt; sie gilt bis heute als basalste (ursprünglichste) Familie der Iguanodontia.
Die erste exakte Definition stellte Paul Sereno im Jahr 1998 auf: Nach jener Definition schließen die Dryosauridae sämtliche Taxa mit ein, die näher mit Dryosaurus als mit Parasaurolophus verwandt sind. Innerhalb der Iguanodontia gehören sie zur Dryomorpha; innerhalb dieser bilden sie das Schwestertaxon zu den Ankylopollexia.
Die ältesten Gattungen, die eindeutig den Dryosauridae zugeordnet wurden, stammen aus den Gesteinen des Kimmeridgiums (ca. 155 Millionen Jahre) von Afrika und Nordamerika (Dryosaurus und Dysalotosaurus). Der jüngste Vertreter Elrhazosaurus stammt aus dem afrikanischen Aptium (etwa 112 Millionen Jahre). Möglicherweise ist Callovosaurus, wie im Jahr 2007 von José Ruiz-Omeñaca et al. vorgeschlagen, ebenfalls ein Vertreter der Dryosauridae; dann wäre das älteste Mitglied dieser Familie etwa 163 Millionen Jahre alt.
Das Kladogramm nach Barrett et al. aus dem Jahre 2011 und nach Escaso et al. aus dem Jahre 2014 stellt eine Verwandtschaftshypothese dar::
|  | Dysalotosaurus                                                |
|  |                                                               |
|  | \| \| Valdosaurus \| \| \| \| \| \| Elrhazosaurus \| \| \| \| |
|  |                                                               |
|  | Valdosaurus                                                   |
|  |                                                               |
|  | Elrhazosaurus                                                 |
|  |                                                               |

|  | Valdosaurus   |
|  |               |
|  | Elrhazosaurus |
|  |               |

|  | Dysalotosaurus                                                |
|  |                                                               |
|  | \| \| Valdosaurus \| \| \| \| \| \| Elrhazosaurus \| \| \| \| |
|  |                                                               |
|  | Valdosaurus                                                   |
|  |                                                               |
|  | Elrhazosaurus                                                 |
|  |                                                               |

|  | Valdosaurus   |
|  |               |
|  | Elrhazosaurus |
|  |               |